# مارتن هرت
مارتن هرت (27 يونيو 1984 تارتو إستونيا - ) هو لاعب كرة قدم إستوني، يلعب كمدافع، لعب 199 مباراة وسجل 20 هدف.

## مسيرته

### مسيرته مع الأندية
- 2001 - 2001 لعب مع Pärnu JK Tervis [الإنجليزية]‏ 6 مباريات سجل خلالها هدفين.
- 2002 - 2003 لعب مع FC Warrior Valga [الإنجليزية]‏ 12 مباراة.
- 2003 - 2003 لعب مع Viimsi JK [الإنجليزية]‏ 22 مباراة سجل خلالها 7 أهداف.
- 2004 - 2004 لعب مع FC Elva [الإنجليزية]‏ مباراتين سجل خلالها هدف.
- 2004 - 2005 لعب مع Viljandi JK Tulevik [الإنجليزية]‏ 46 مباراة سجل خلالها 5 أهداف.
- 2006 - 2007 لعب مع FC Flora U21 [الإنجليزية]‏ 7 مباريات.
- 2006 - 2008 لعب مع نادي فلورا 63 مباراة سجل خلالها 5 أهداف.
- 2009 - 2009 لعب مع نادي نوم كاليو 33 مباراة.
- 2010 - 2011 لعب مع Nyíregyháza Spartacus FC [الإنجليزية]‏ 8 مباريات.

## وصلات خارجية
مارتن هرت على موقع اتحاد إستونيا (الإنجليزية)
- مارتن هرت على موقع قاعدة بيانات كرة القدم.إي يو (الإنجليزية)
- مارتن هرت على موقع Soccerway.com (الإنجليزية)